# 水野惣平
水野 惣平（みずの そうへい、1923年9月6日 - 1983年2月12日）は、日本の実業家。元アラビア石油社長。

## 生涯
実父は「アラビア太郎」・「満州太郎」あるいは「山師太郎」こと山下太郎、養父は「財界四天王」の一人として池田勇人を支えた水野成夫。
東京府立一中、旧制府立高等学校を経て、昭和23年、北海道大学理学部卒業。富国生命保険、日本開発銀行を経て、小林中事務所秘書役になる。昭和39年、富士石油専務、昭和43年、アラビア石油専務、46年、社長。社長就任わずか2年で同社会長となり、経団連理事に就任。
アップストリームからダウンストリーム・石油精製部門への進出や、昭和48年の石油ショック前、アラブ支持を打ち出すよう政府に要望する。同年自宅から原油情勢・交渉に関する文書を盗まれ話題となる。アラブ王族への深いロビー活動が、その後の早期の経済活動正常化へ戻ることとなったといえる。
マナーに厳しく、接待では客を見送ると部下を座敷に戻し、各々の発言や立ち居振る舞いについて厳しく講評を加えたという。
膵癌・肝癌の闘病生活が長期に及んだが、アラビア石油会長職を退任せず現職のまま永眠した。闘病生活で痩せた姿が写真週刊誌に掲載されたこともあった。